# 로베르트 산체스
로베르트 린치 산체스(스페인어: Robert Lynch Sánchez, 1997년 11월 18일 ~ )는 스페인의 축구 선수로, 포지션은 골키퍼이다. 현재 잉글랜드 프리미어리그의 첼시에서 뛰고 있다.

## 국가대표 경력
- 2021 UEFA 유로 국가대표
- 2022 FIFA 월드컵 국가대표

## 출전 통계
| 클럽                 | 시즌    | 출전 | 득점 |
| -------------------- | ------- | ---- | ---- |
| 포레스트 그린 로버스 | 2018-19 | 17   | 0    |
| 로치데일             | 2019-20 | 35   | 0    |
| 브라이튼 호브 앨비언 | 2020-21 | 27   | 0    |
| 브라이튼 호브 앨비언 | 2021-22 | 38   | 0    |
| 브라이튼 호브 앨비언 | 2022-23 | 25   | 0    |
| 첼시                 | 2023-24 | 21   | 0    |
| 첼시                 | 2024-25 | 18   | 0    |

## 수상

### 개인
- 프리미어리그 이 달의 세이브 : 23년 9월, 24년 10월